# Квазиоптика
Квазиоптика (англ. quasioptics) — область радиофизики, задача которой освоение миллиметрового и субмиллиметрового диапазона волн. В субмиллиметровом диапазоне канализация волн по волноводам невозможна из-за большого затухания в них, поэтому используются так называемые лучеводы, в которых распространяются широкие волновые пучки.
Термин «квазиоптика» введен в связи с предложенным способом распространения радиоволн, когда соотношения геометрической оптики не выполняются и должна учитываться дифракция волн.
Квазиоптическая линия передачи — лучевод характеризуется соотношением D/λ=5-100 (D-диаметр лучевода, λ-длина волны).
В классической оптике это соотношение превышает 10³, а для одномодовых волноводов СВЧ составляет 0,5-1,0.

## История
В шестидесятых годах в СССР ученые-радиофизики занимались исследованием свойств термоядерной плазмы. Было разработано научно-исследовательское направление, посвященное диагностике плазмы. К тому времени была очень развита волноводная СВЧ-техника, но с уменьшением рабочей длины волны ученые столкнулись с проблемой затухания, т. о. для мм и субмм диапазонов была предложена квазиоптическая линия передачи — полый диэлектрический лучевод. За пионерский вклад и реализацию идеи полого диэлектрического лучевода американским научным обществом IEEE в 2000 г. была присуждена премия Евгению Митрофановичу Кулешову — For Development of a hollow-ribbed dielectric beamguide technology and quasi optical measuring technique in the short-millimeter and sub-millimeter wavelength ranges.

## Элементы
К функциональным квазиоптическим элементам и устройствам относятся:
- линейный поляризующий элемент
- делитель пучка
- согласованная нагрузка
- рассогласованная нагрузка
- ферритовые устройства
- полупроводниковый вентиль
- фазовращатели
- поляризационные устройства
- резонаторы